# Joanna Christie
Joanna Lauren Christie (née le 10 avril 1982 à Huddersfield, dans le Yorkshire de l'Ouest) est une actrice et chanteuse anglaise. Elle est connue pour son travail dans la pièce Equus aux côtés de Daniel Radcliffe, mais également pour son rôle dans la comédie musicale Once et pour avoir incarné Connie Murphy dans la série Narcos.

## Biographie
Le père de Joanna Christie, Paul, décédé en 2012, était entrepreneur en bâtiment. Sa mère, Sue, était chanteuse.
À l'âge de treize ans, elle obtient une bourse pour étudier le piano, la flûte et le chant. Elle intègre ensuite, à l'âge de dix-huit ans, l'Académie de Théâtre de Mountview à Londres[réf. souhaitée].
En 2007, elle se fait connaître en donnant la réplique à Daniel Radcliffe dans la pièce Equus. 

## Filmographie

### Séries télévisées
- 2015-2016 : Narcos : Connie Murphy
- 2017 : Elementary : May (2 épisodes)
- 2018 : Hawaii 5.0 : Brooke Gardner (1 épisode)
- 2019 : Blacklist (The Blacklist) : Olivia Olson (1 épisode)